# 托尔拉-奥尔德萨
托尔拉-奥尔德萨（西班牙語：Torla-Ordesa）是西班牙阿拉贡自治区韦斯卡省的一个市镇。总面积185平方公里，总人口298人（2018年），人口密度2人/平方公里。